# Dixie Mission

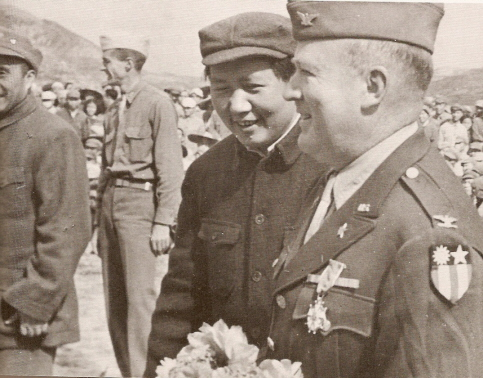
Överste David D. Barrett med Mao Zedong.

United States Army Observation Group, oftast kallad Dixie Mission, var USA:s försök att etablera officiella relationer med Kinas kommunistiska parti och Folkets befrielsearmé, som då hade sina huvudkvarter i den bergiga staden Yan'an. Uppdraget igångsattes den 22 juli 1944 under andra världskriget och varade till 11 mars 1947.
Målet var dessutom att undersöka kommunistpartiet politiskt och militärt, och avgöra huruvida USA skulle tjäna något på att skapa kontakt. John S. Service från USA:s utrikesdepartement, var ansvarig för den politiska analysen, och överste David D. Barrett från USA:s armé utförde den militära. Till en början menade de att de kinesiska kommunisterna kan vara värdefulla allierade under och efter kriget, och att atmosfären i Yan'an var mer energisk och mindre korrupt än i de nationalistiska områdena. Efter kriget fördömdes rapporterna såväl som Service och Barret av fraktioner av den amerikanska regeringen som stödde de kinesiska nationalisterna, och istället anammades McCarthyismen. Service avskedades och Barrett nekades befordran till brigadgeneral.
Uppdraget bestod även i Patrick Hurley och George C. Marshalls diplomatiska resor för att förhandla fram ett enande mellan kinesiska kommunister och nationalister. Båda de diplomatiska försöken misslyckades. Senare tjänade uppdragets blotta existens som ett positivt minne av relationerna mellan Kina och USA. När Richard M. Nixon återupptog officiella relationer mellan länderna var veteraner från uppdraget, som John Service och Koji Ariyoshi, bland de första amerikanerna att besöka Kina.